# Euproctis nigricosta
Euproctis nigricosta är en fjärilsart som beskrevs av Barend J. Lempke 1959. Euproctis nigricosta ingår i släktet Euproctis och familjen tofsspinnare. Inga underarter finns listade i Catalogue of Life.